# Парк Лембиту
Па́рк Ле́мбиту — парк в Таллине, столице Эстонии. Расположен в микрорайоне Сибулакюла между улицами Лаутери, Каука, Вамбола и Лембиту, очерчивающими его с четырёх сторон.

## Общие данные
Площадь парка Лембиту составляет 0,9 га. Парк был основан в 1953 году, позже были посажены ещё растения. В парке растут 17 таксонов древесных растений: клен, липа, береза, боярышник и дуб — самые многочисленные семейства деревьев. Самые большие деревья — конский каштан, горный клён, западная липа и дуб. Самыми примечательными крупными деревьями, растущими в парке Лембиту, являются дуб обыкновенный сорта Cupressoides, могучий конский каштан и горный клён. Самым редким из кустарников является мощная венгерская сирень с корявыми стволами и обильным цветением каждый год. Она также растёт в других парках Таллина, построенных после войны, и именно эта сирень, выращенная в форме деревьев, придаёт индивидуальность паркам центра Таллинна.

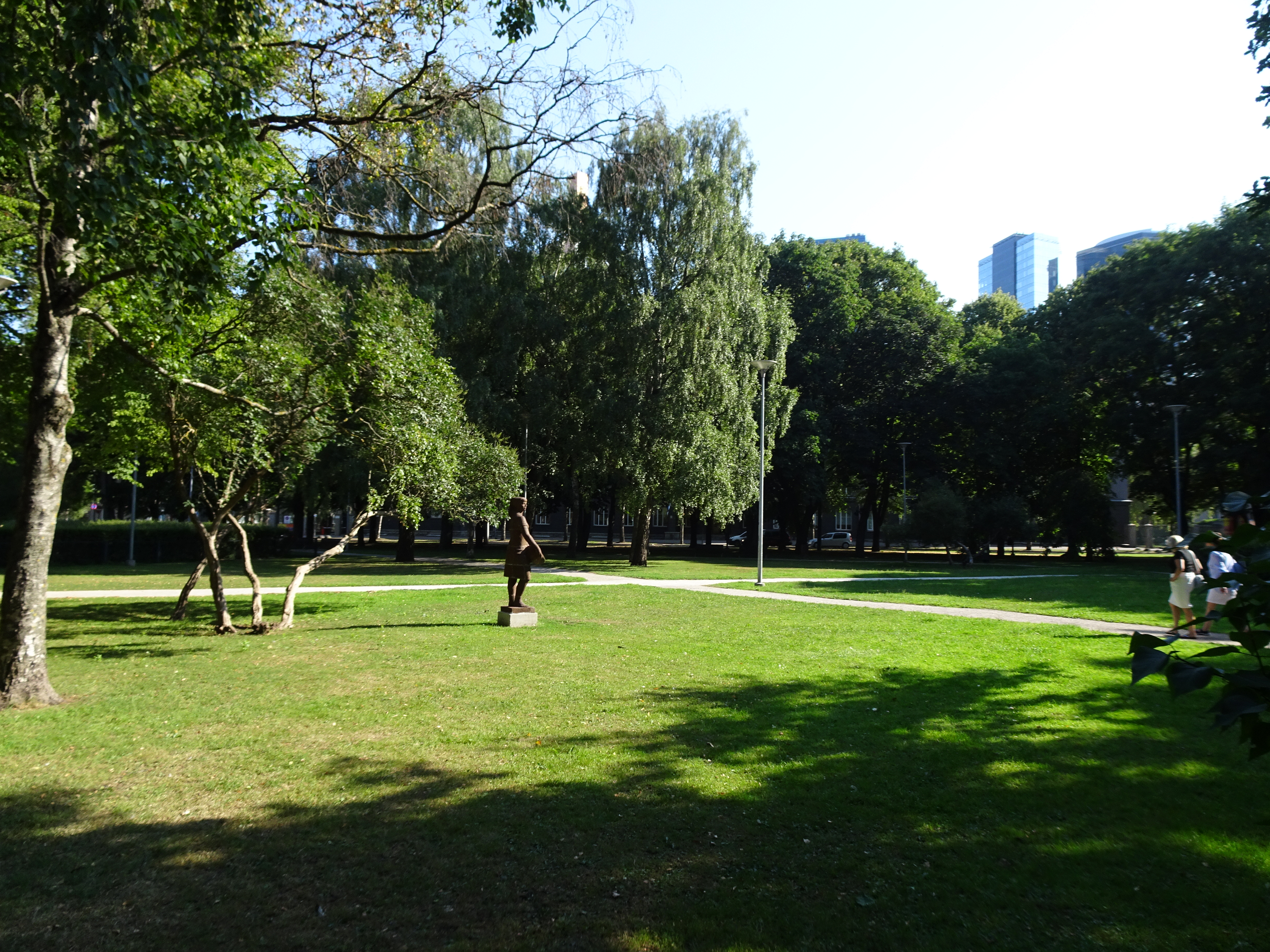

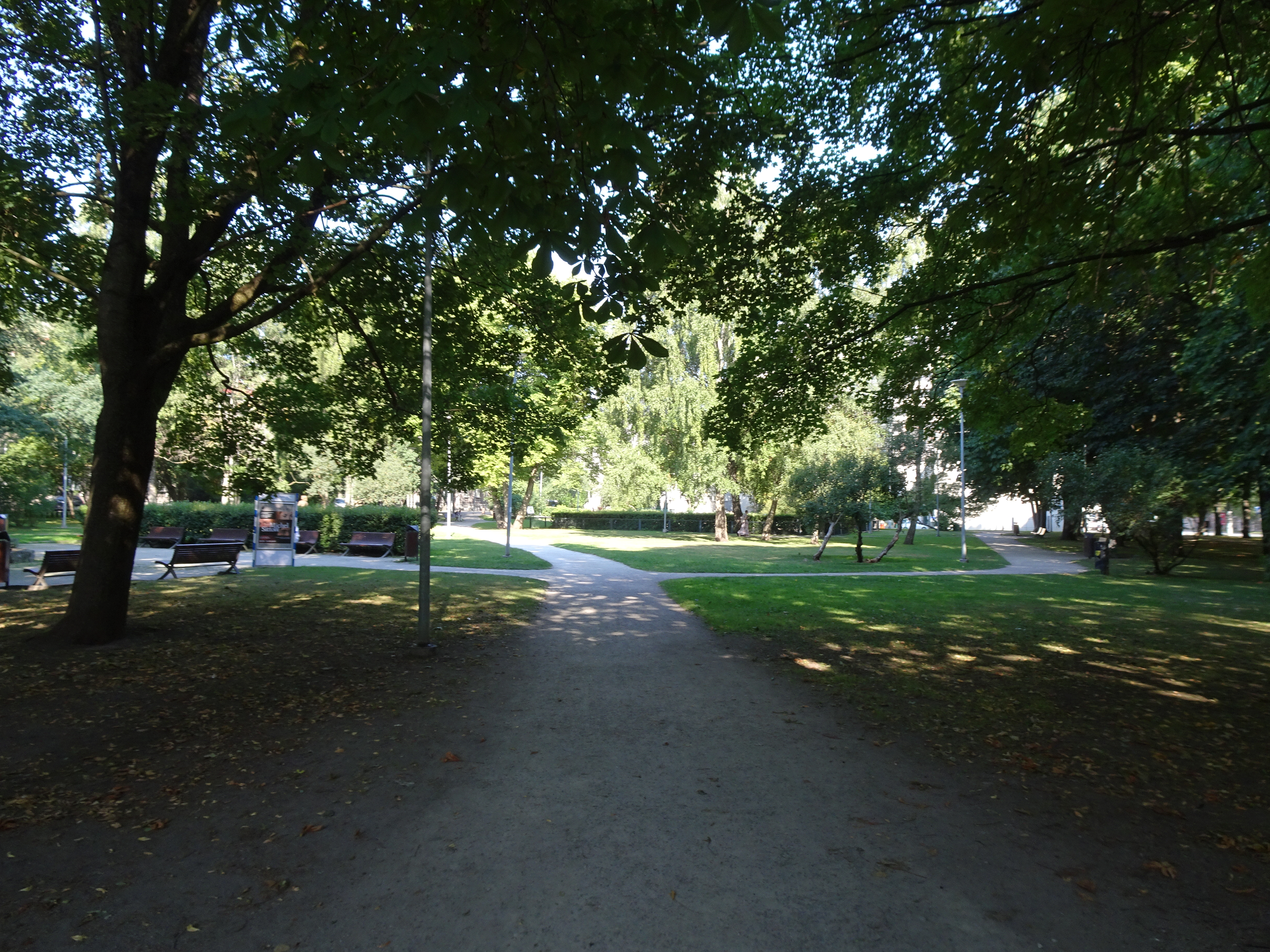

Во времена Эстонской ССР в конце парка со стороны улицы Вамбола стояла статуя Х. Г. Пегельмана. Скульптура Юты Эскель «Дочь с чашей» («Колхоосинеу») находится в парке Лембиту с 2012 года.

## История
Парк Лембиту в его нынешнем виде был построен после Второй мировой войны, преимущественно в 1953 году. Некоторые из больших старых деревьев остались от садов стоявших здесь домов. Ранее в этом же районе располагалось около 18 деревянных домов, построенных в течение века. Деревянные дома были построены в XIX веке, но почти все постройки в этом районе были разрушены в 1944 году, вследствие бомбардировки 9 марта. После войны руины были снесены, некоторые прилегающие кварталы были застроены большими каменными домами, а в соответствии с планом планировки в центре района был построен общественный парк.
Парк имеет строгий геометрический дизайн и является одним из лучших образцов сталинского паркового дизайна в Таллинне. Первоначально в его состав входила и территория нынешнего здания Министерства иностранных дел (бывшего ЦК КПЭ), поэтому образовалась сплошная зелёная зона (так называемый 'зелёный крест'), которая располагалась на территории парка Лембиту, бульвара Рявала (тогда бульвар Ленина) и Театральной площади. Свой нынешний размер парк приобрел в 1969 году.
Парк Лембиту официально носит свое нынешнее название с 12 апреля 1996 года.
Раньше этот парк назывался и «парк Вамбола», и «парк Пегельмана».